# 평안운수
평안운수(平安運輸)는 KD운송그룹 산하의 경기도 의정부시의 시내버스 자회사이고, 본사는 경기도 의정부시 가능동에 있다.

## 역사
1968년 10월 22일에 창립되었다. 1997년 이후로 사내 사정이 어려워 도산 위기를 맞다가 KD운송그룹과 선진그룹 버스사업부문간의 인수전 끝에 선진네트웍스에 인수될 경우 노조 반발을 우려해 KD운송그룹을 선택함으로써 2006년 1월 20일에 KD운송그룹으로 인수되었다. 그 사장은 물러나고 대신 허상준 (허명회의 아들)이 경영하기 시작하였다. 2008년 1월 1일 연천교통에서 연천에서 서울을 잇는 버스노선 4개를 인수했다.

## 현황
2021년 1월 기준이다.
| 운행업체      | 보유 노선수 | 보유 노선수 | 보유 노선수 | 보유 노선수 | 보유 노선수 | 등록 대수 | 등록 대수 | 등록 대수 | 등록 대수 | 등록 대수 |
| ------------- | ----------- | ----------- | ----------- | ----------- | ----------- | --------- | --------- | --------- | --------- | --------- |
| 운행업체      | 노선 합계   | 광역급행    | 직행좌석    | 일반좌석    | 시내일반    | 대수 합계 | 광역급행  | 직행좌석  | 일반좌석  | 시내일반  |
| 평안운수 (KD) | 21          | -           | 2           | -           | 19          | 150       | -         | 15        | -         | 135       |

## 운행 노선
의정부 본사 운행 노선
- ● 56번: 힐스테이트 - 금오중학교 - e편한세상신곡파크비스타 - 제일시장입구 - 회룡역 - 망월사역 - 도봉산역 - 도봉소방서 - 방학동 (2020년 8월 18일 신설, 2020년 12월 14일부로 노선연장)
- ● 106-1번: 의정부차고지 - 가능역 - 의정부역 - 회룡역 - 망월사역 - 도봉산역광역환승센터 (2024년 8월 3일 대원여객 106번 폐선에 따른 대체 노선으로 신설)

낙양동 본사 운행 노선
- ● 11번 : 의정부시 낙양동공영차고지 - 송산초교 - 어룡역 - 홈플러스 - 의정부우체국 - 의정부시외버스터미널 - 의정부역 농협앞 - 신촌교차로 - 녹양현대아파트 - 의정부장례식장 - 입석마을 (2020년 12월 14일부로 장암동 미경유)
- ● 12번 : 의정부시 낙양동공영차고지 - 송산주공1.9단지 - 의정부 우체국 - 의정부시외버스터미널 - 가능역 - 가능초교 → 흥선동행정복지센터 → 경민대학교 → 안골 → 의정부시청 → 의정부역.서부광장 → 제일시장.이안더센트로의정부 → 의정부터미널 - 이하일동 - 낙양동공영차고지 (2022년 5월 16일 신설)
- ● 57-1번: 의정부시 낙영동공영차고지 - 효자역 - 홈플러스 의정부점 - 천보중학교 - 의정부우체국 - e편한세상신곡포레뷰스타아파트 - 장암역 - 수락산역 (이노선은 명진여객에서 받은 노선이다. 2025년 7월1일부터 노선일부 연장)
- ● G6000번: 신동초.신동아파밀리에아파트 - e편한세상신곡파크비스타 - 백병원 - 산들마을2단지 - 송양초등학교.송산3동행정복지센터 - <구리포천고속도로 경유> - <올림픽대로 경유> - 잠실광역환승센터 (2020년 3월 19일 신설노선, 전기버스 운행중)
- ● G6100번: 경기도청북부청사 - 어룡역 - 이마트 - 고산대방노블랜드아파트 - <구리포천고속도로 경유> - <올림픽대로 경유> - 잠실광역환승센터 (2020년 10월 13일 신설노선, 전기버스 운행중)

양주 영업소 운행 노선
- ● 7번: 양주시 고읍지구 GS자이7단지 - 야촌 - 덕현초교.덕고개 - 광사동 - 양주역 - 녹양역 - 가능역 - 의정부역, 흥선지하차도 - 회룡역 - 망월사역 3번출구 - 도봉산역 - 도봉역 - 수락산역 - 도봉면허시험장 - 노원구청 (전기버스 운행중)

민락동 영업소 운행 노선
- ● 1-5번: 민락동 차고지(민락2지구) - 구성말 - 차량기지 임시승강장 - 동국대사범부속영석고등학교 - 의정부역 농협앞 - 구터미널
- ● 1-7번: 민락동 차고지(민락2지구) - 고산대방노블랜드아파트 - 고산지식산업센터 - 동국대사범부속영석고등학교 - 의정부역 농협앞 - 가능역 - 의정부지방법원, 검찰청 - 의정부공업고등학교 - 구터미널 (이하 민락2지구 역순, 2024년 3월 1일부로 노선변경)
- ● 1-8번: 민락동 차고지(민락2지구) - 양지마을 - 고산대방노블랜드아파트 - 수락산유원지 - 순화궁고개 - <덕릉터널 경유> - 불암산역 - 상계역 - 노원역 - 노원구청 (2020년 8월 3일부로 신설, 2024년 1월 1일부터 경기도형 준공영제 실시)
- ● 1-9번: 민락동 차고지(민락2지구) - 양지마을8단지.민락푸르지오아파트 - 고산대방노블랜드아파트 - 만가대사거리 - <신평화로 경유> - 도봉차량기지 - 도봉산역광역환승센터 (2020년 5월 8일부로 신설)
- ● 3번: 민락동 차고지(민락2지구) - 어룡역 - 산들마을2단지 - 동국대사범부속영석고등학교 - 의정부역 동부광장 - 흥선광장 - 경민대학 (이하 민락2지구 역순. 2017년 11월 30일부로 민락동 차고지(민락 2지구)로 연장 및 가능동차고지 미경유, 전기버스 운행중)
- ● 23번: 민락동 차고지(민락2지구) - 이마트 민락점 - 송산역 - 탑석역 - 동국대사범부속영석고등학교 - 의정부초등학교 - 의정부역 동부광장 - 다온중학교 - 경민대학 - 울대고개 - 송추유원지 - 부곡리 (2020년 12월 14일부로 의정부시장, 홈플러스 미경유, 전기버스 운행중)
- ● 35번: 민락동 차고지(민락2지구) - 부용마을 - 곤제역 - 의정부성모병원 - 의정부터미널 - 제일시장.이안더센트로의정부 - 의정부역, 농협앞 - 녹양역 - 양주역 - 고릉말 - 가래비 - 덕도삼거리 - 오현리 - 파주시 법원읍 구소방서 (구 132번 -> 32-1번 -> 35-1번, 의정부 코스트코 경유, 전기버스 운행중)

홍죽리 영업소 운행 노선
- ● 5번: 홍죽리 차고지 - 가업리 - 어둔동고개 - 녹양역 - 경민대학 - 흥선역(홍죽리행 방향만 정차) - 다온중학교 - 의정부역, 동부광장 - 호원2동 행정복지센터 - 장암주공 2.5단지 (2020년 12월 14일부로 방학동 미경유, 전기버스 운행중)
- ● 8번: 홍죽리 차고지 - 가업리 - 어둔동고개 - 녹양동 - 가능역 - 의정부역 흥선지하차도 - 제일시장.이안더센트로의정부 - 중앙초등학교 (이하 홍죽리방면 역순, 전기버스 운행중)
- ● 133번: 홍죽리 차고지 - 가래비 - 고릉말 - 양주역 - 녹양동 - 경민대학 - 의정부시청 - 호원가든아파트 - 회룡역 - 망월사역 3번출구 - 도봉산역 - 도봉역 - 신도봉사거리 - 우이1교 - 수유역 (전기버스 운행중)

동두천 영업소 운행 노선
- ● 36번: 상봉암동 - 소요산역 - 송내주공 - 성음악기 - 덕계동 - 양주역 - 의정부1동 성당 - 제일시장.이안더센트로의정부 - 회룡역 - 망월사역 3번출구 - 도봉산역 - 신도봉사거리 - 우이1교 - 수유역 (전기버스 운행중)

### 이전 보유 노선
- ● 1번: 힐스데이트 - 광동고등학교 - 경민대학 - 다온중학교 - 의정부역, 동부광장 - 306보충대.탑석센트럴자이아파트 - 남양주시 별내면 청학리 (2024년 6월 10일부로 폐선)
- ● 1-3번: 의정부역 서부광장 - (직통) - 306보충대앞 (매주 화요일에만 운행함, 2014년 12월 폐선) <구 1-2번>
- ● 1-6번: 민락동 차고지(민락2지구) - 산곡마을 - 용현동 - 의정부역, 농협앞 - 구터미널 (1-5번 차량으로 운행)
- ● 2번: 가능동 차고지 - 경민대학 - 의정부역, 동부광장 - 의정부시외버스터미널 - 홈플러스 - 가톨릭대학교 의정부성모병원 (2015년 9월 1일부로 명진여객 21번으로 통합, 천보중학교앞 경유)
- ● 3-1번: 민락단지 - 홈플러스 - 백병원 - 의정부터미널 - 중앙로 - 의정부역 - 의정부시청 - 경민대학교 - 의정부고 - 종합운동장 - 입석마을
- ● 5-2번: 경민대학 - 의정부시청 - 의정부역 - 중앙로 - 굿모닝마트 - 장암동 - 회룡역 - 도봉산역 - 수락산역 - 노원구청
- ● 6번: 홍죽리차고지 - 복지리 - 광동고 - 가능동 - 의정부역 - 회룡역 - 망월사역 - 도봉산역 - 방학동(현 5번에서 분리된 노선이였지만 다시 통합)
- ● 7-1번: 양주시 삼숭동 자이아파트 - 노원역 (12-3번으로 노선변경, 양주시 구간은 7번버스 이용)
- ● 7-2번: 가능동 차고지 - 양주시 고읍지구 GS자이아파트 (새벽 시간대만 운행하며 공차운행)
- ● 8-1번: 의정부역 - 시장앞 - 가능역 - 녹양동 - 종합운동장 - 입석마을 (현 8-1번과 관련 없음)
- ● 8-1번: 귀락마을 - 부용마을 - 곤제역 - 의정부성모병원 - 금오초등학교 - 의정부터미널 - 의정부부대찌개거리 - 의정부역, 동부광장 - 의정부시장 (2018년 9월 2일부로 수요부족으로 인하여 폐선)
- ● 8-2번: 민락동 차고지(민락2지구) - 양지마을 - 이마트 민락점 - 충의중학교 - 용현초등학교 (2016년 4월 26일 신설후 8월부로 폐선, 의정부경전철 순환버스)
- ● 9번: 의정부시장 - 보훈회관ㆍKT 의정부지사 - 범골 (우성아파트)
- ● 9번: 의정부시 민락동 차고지(민락2지구) - 민락지구 - 경기도청 북부청사 - 의정부터미널 - 의정부여고 후문 - 녹양동 - 홍죽리차고지(이노선은 명진여객으로부터 양도후 녹양동현대아파트 단축후 폐선)
- ● 10-1번: 의정부시 민락동 차고지(민락2지구) - 양지마을 - 롯데마트 - 산들마을주공 - 청구아파트 - <신평화로 경유> - 도봉차량기지 - 도봉산역 (이 노선은 명진여객으로 이관후 수유역으로 연장.)
- ● 11-1번: 수락리버시티 - 장암역 - 장암주공 - 신곡1동 - 의정부역 - 가능역 - 녹양동 - 입석마을
- ● 12-1번: 가능동 차고지 - 경민대학 - 다온중학교 - 의정부역, 동부광장 - 신곡동 - 의정부시 경기도교육청 북부청사 - 녹양역 - 가능동 차고지 (2018년 1월 30일~ 2018년 4월 16일, 편도 운행, 명진여객 10-5번 노선신설)
- ● 12-3번 (2018년 1월 19일 까지): 가능동차고지 - 경민대학 - 녹양역 - 경기도교육청북부청사 - 신곡중학교 - 장암주공 - 장암역 - 노원역 (이 노선은 경기고속, 대원운수에서 이관 받은 노선, 2018년 1월 19일 막차부로 노선폐선 후 1월 20일부로 노선변경)
- ● 12-3번 (2018년 1월 20일 ~ 2020년 1월 1일): 버스공영차고지 - 충의중학교 - 용현동 - 신곡지하차도 - 장암역 - 수락산역 - 노원역 (2020년 1월 2일 노선과 노선번호 변경)
- ● 12-5번: 의정부시 낙양동공영차고지 - 충의중학교 - 용현동 - 신곡지하차도 - 장암역 - 수락산역 - 노원역 (대원여객 1152번 대체 노선, 구 7-1번 -> 12-3번, 2020년 1월 2일 노선과 노선번호 변경, 2020년 5월 16일부로 수요부족으로 폐선)
- ● 22번:  가능동기점 - 경민대학 - 의정부역, 서부광장 - 의정부역, 동부광장 - 의정부시장앞(상행)/의정부경찰서(하행) - 의정부시외버스터미널 - 천보중학교 - 의정부성모병원 - 축석검문소 - 직동리 - 광릉 - 광릉내 - 진벌리 - 경복대학(남양주시) (2014-09-17~2015-01-11, 이후 명진여객으로 노선 양도 후 21번에 통합)
- ● 23-1번: 양주시 홍죽리차고지 - 의정부시 - 송추 (부곡리) (도시형버스 53번으로 변경, 현 23-1번과 무상관)
- ● 23-1번: 민락동 차고지(민락2지구) - 이마트 민락점 - 송산주공 - 경기도청북부청사 - 백병원 - 의정부터미널 - 가능역 - 본동입구 (통학용 노선으로 아침 3회 및 23번 차량으로 운행, 코로나19으로 인하여 운행중단)
- ● 30-1번: 경민대학교 - 의정부역 - 양주역 - 샘내 - 덕현초교 - TS3차 - 덕정역  (2012년부로 진명여객 노선 양도후 2014-09-13일부로 운행중단)
- ● 30-2번: 의정부역 - 우리상회 (이 노선은 진명여객에서 노선 양도후 양주역~경동대학교 양주캠퍼스 노선자체 변경)
- ● 30-2번: 경동대학교 양주캠퍼스 - 장거리교차로 - 광사동 - 양주역 (이 노선은 진명여객에서 양도 받은 노선이다. 2019년 10월 28일부로 폐선)
- ● 31번: 양주시 봉양동종점 - 덕정역 - 덕정주공 - 덕계동 - 샘내 - 양주역 - 가능역 - 구터미널 - 의정부역.농협 (2012년부로 진명여객으로 노선 양도했다.)
- ● 32번: 의정부공영버스 - 파주시 금촌동 (시외버스, 2011.07.01부터 대원고속에 노선 양도 후 2012.11.01부터 폐선, 현 신성여객 38번과 노선동일)
- ● 32-1번: 의정부버스터미널 - 가능역 - 양주시청 - 가납리 - 법원리 - 연풍리 - 파주리 - 월롱역 - 파주시청 - 파주시 금촌동 (구 132번 좌석버스, 32-1번->35-1번 변경)
- ● 35번: 의정부 구터미널 - 시장앞 - 306보충대 - 청학리 - 불암동 - 태릉입구 - 중화동 -청량리역 (현 35번과 무상관)
- ● 35-1번: 경민대학 - 석계역
- ● 35-1번: 의정부시 민락동차고지(민락2지구) ↔ 파주시 법원읍 법원리(35번에 통합)
- ● 36-1번: 소요산역 - 동두천역 - 덕정역 - 덕정주공 - 덕계동 - 양주시청 - 양주문예회관
- ● 36-1번(심야): 연천역 - 전곡역 - 초성리역 - 상봉암동 - 소요산역 - 송내주공 - 성음악기 - 덕계동 - 양주역 - 의정부1동 성당 - 가구거리 - 회룡역 - 다락원 - 도봉역 - 신도봉사거리 - 우이1교 - 수유역 (2019년 6월 27일을 기해 36번과 36-1번이 통합후 연천역~동두천역 구간은 연천교통 33(-1)번이 기존의 36-1번을 대체하게 된다.)
- ● 36-5번: 소요산역 - 송내지구 - 동두천 - 덕계동 - 양주역 - 의정부역 - 도봉산역 - 수유역 (2010년 7월 1일부로 36번에 통합)
- ● 37번 (도시형버스): 소요산역 - 수유역 (구.136번 일반좌석버스, 지행역 경유, 2011년 5월 31일부로 36번에 통합)
- ● 37번 (시외버스): 의정부버스터미널 - 어유지리 (도시형버스 52번으로 전환)
- ● 39번: 연천공영버스터미널 - 통현리 - 전곡역 - 청산역 - 소요산역 - 동연사거리 - 지행역 - 성음악기 - 덕계동 - 양주역 - 녹양역 - 가능역 - 의정부역, 흥선지하차도 - 회룡역 - 도봉산역광역환승센터 (이 노선은 2025년 3월 1일부로 진명여객으로 노선이관.)
- ● 39-1번: 연천역 - 전곡시외버스터미널 - 소요산역 - 지행역 - 양주역 - 의정부역 - 도봉산역(2020년 1월 2일부로 39번에 통합)
- ● 39-3번: 전곡시외버스터미널 - 소요산역 - 보영여자중학교, 보영여자고등학교 - 덕정4거리 - 의정부역 - 도봉산역(2008년 11월 8일부로 폐선)
- ● 39-4번: 연천군 청산면 백의리 - 궁평초교 - 초성리 - 소요산역 - 동연사거리 - 지행역 - 성음악기 - 덕계동 - 양주역 - 녹양역 - 가능역 - 의정부역, 흥선지하차도 - 회룡역 - 도봉산역 (이 노선은 2008년 연천교통으로 노선을 이관하였으나 2009년 진명여객으로 노선을 이관하였으나 2010년에 다시 재이관 받았다, 2021년 4월 1일 폐지)
- ● 39-5번: 전곡역 - 소요산역 - 송내지구 - 덕계동 - 양주역 - 의정부역 - 도봉산역 (이 노선은 2008년 연천교통으로 노선 이관후 2011년 5월 31일부로 39번 통합)
- ● 39-6번: 소요산역 - 의정부역 - 수유역 (구 139-5번, 2008년 11월 8일부로 36-5번에 통합한 후 36번 통합)
- ● 50번: 양주시 홍죽2리 안골입구 - 의정부역 (진명여객에 양도)
- ● 51번: 양주시 비암2리 - 의정부역 (진명여객에 양도)
- ● 52번: 구터미널 - 가능역 - 양주역 - 26사단 - 가납리 - 상수리 - 구암리 - 신산리
- ● 53번: 구터미널 - 가능역 - 양주역 - 양주시청 - 26사단 - 가납리 (23-1번에서 단축), 의정부시 - 가납리 (노선변경 후 폐선)
- ● 55번: 양주시 홍죽리 안골 - 의정부역 (진명여객에 양도)
- ● 55-1번: 양주시 기산리 안고령 - 의정부역 (진명여객에 양도)
- ● 55-2번: 파주시 광탄면 영장삼거리 - 의정부역 (진명여객에 양도후 2015년 5월 1일 폐선)
- ● 132번: 의정부버스터미널 - 파주시 금촌동 (2003.06.01부터 32-1번 시내버스로 형간전환 후 금촌주공단지 연장운행.)
- ● 136번: 소요산 - 동두천 터미널 - 덕계동 - 양주시청 - 녹양역 - 가능역 - 의정부역 - 회룡역 - 도봉산역 - 방학역 - 쌍문역 - 수유역
- ● 136-5번: 소요산 - 동두천 - 덕계동 - 양주시청 - 녹양역 - 가능역 - 의정부역 - 회룡역 - 도봉역 - 방학역 - 쌍문역 - 수유역 (동두천 송내지구 경유)

## 보유 차량
자일대우버스
- 자일대우 BS090 뉴 로얄미디
- 자일대우 BS106 뉴 로얄시티
- 자일대우 BS110 뉴 로얄논스텝
- 자일대우 FX ii 116 크루징 애로우
- 자일대우 FX116 하모니

현대자동차
- 현대 쏠라티
- 현대 카운티
- 현대 그린시티
- 현대 뉴 슈퍼 에어로시티
- 현대 저상 뉴 슈퍼 에어로시티
- 현대 일렉시티/일렉시티 더블데커
- 현대 뉴 프리미엄 유니버스 프라임

CHTC 킨윈
- CHTC 에픽타운 EV
- CHTC 에픽시티 EV

우진산전
- 우진산전 아폴로 1100

## 갤러리

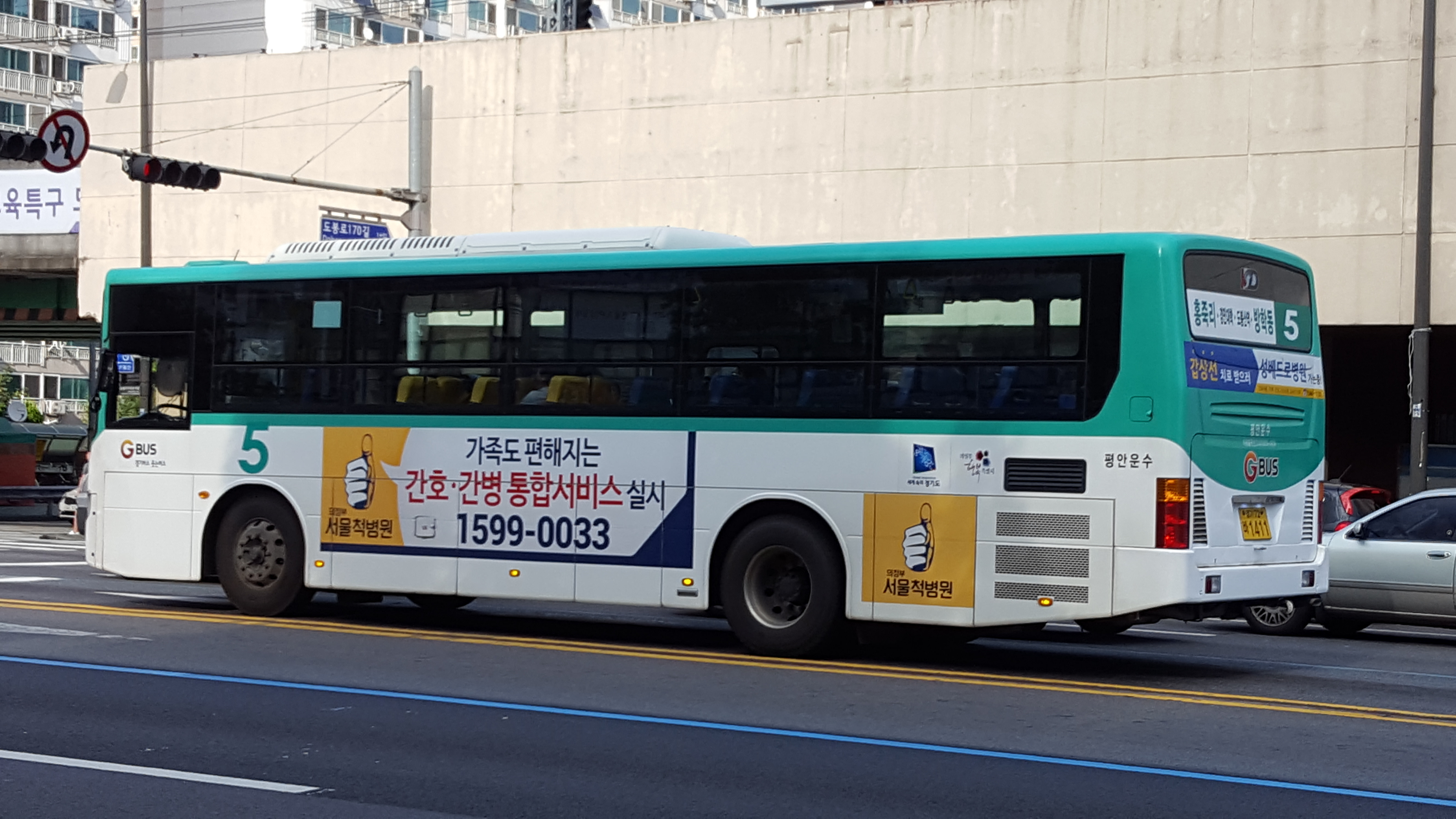
의정부시내버스 5번
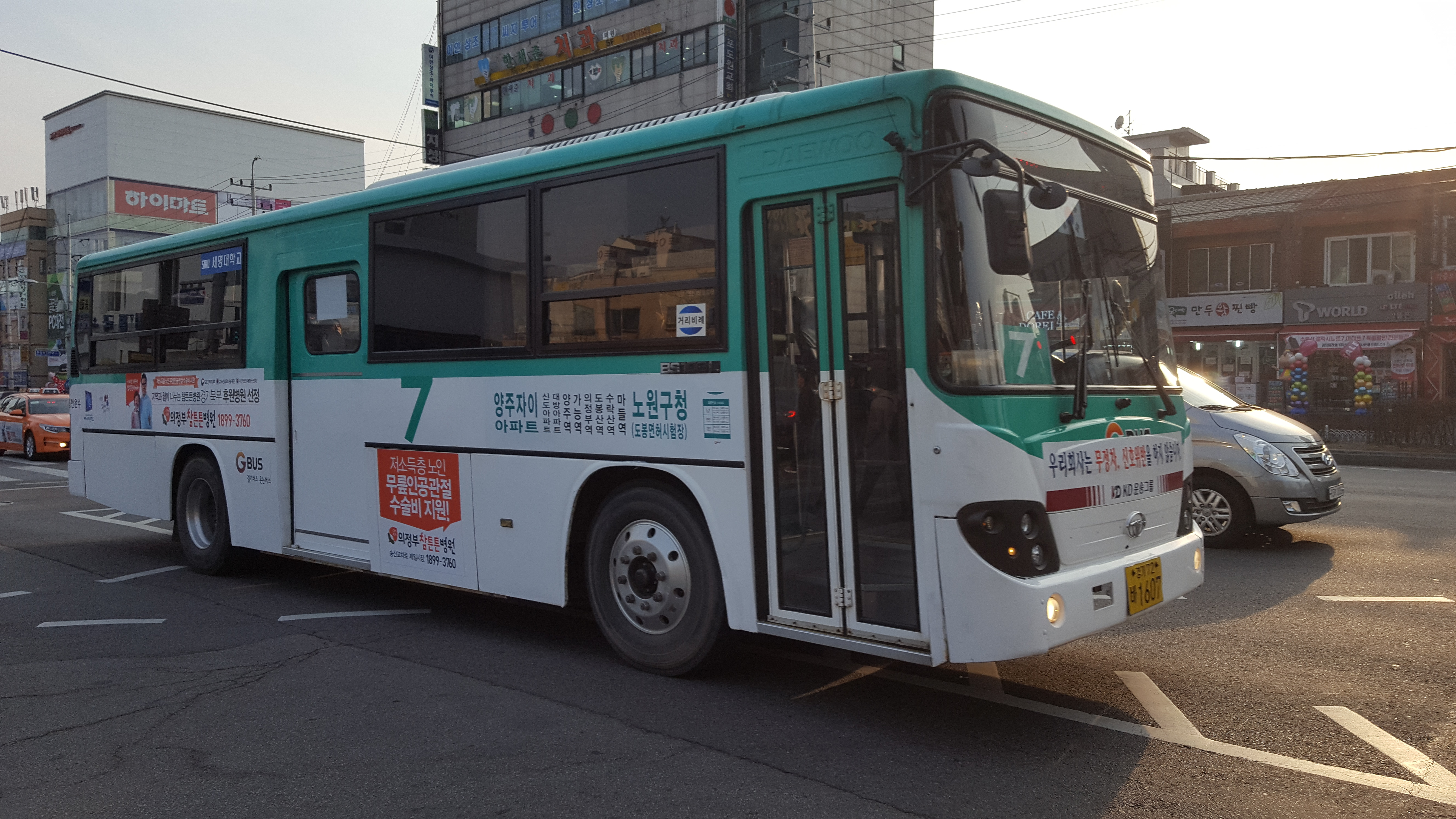
의정부시내버스 7번
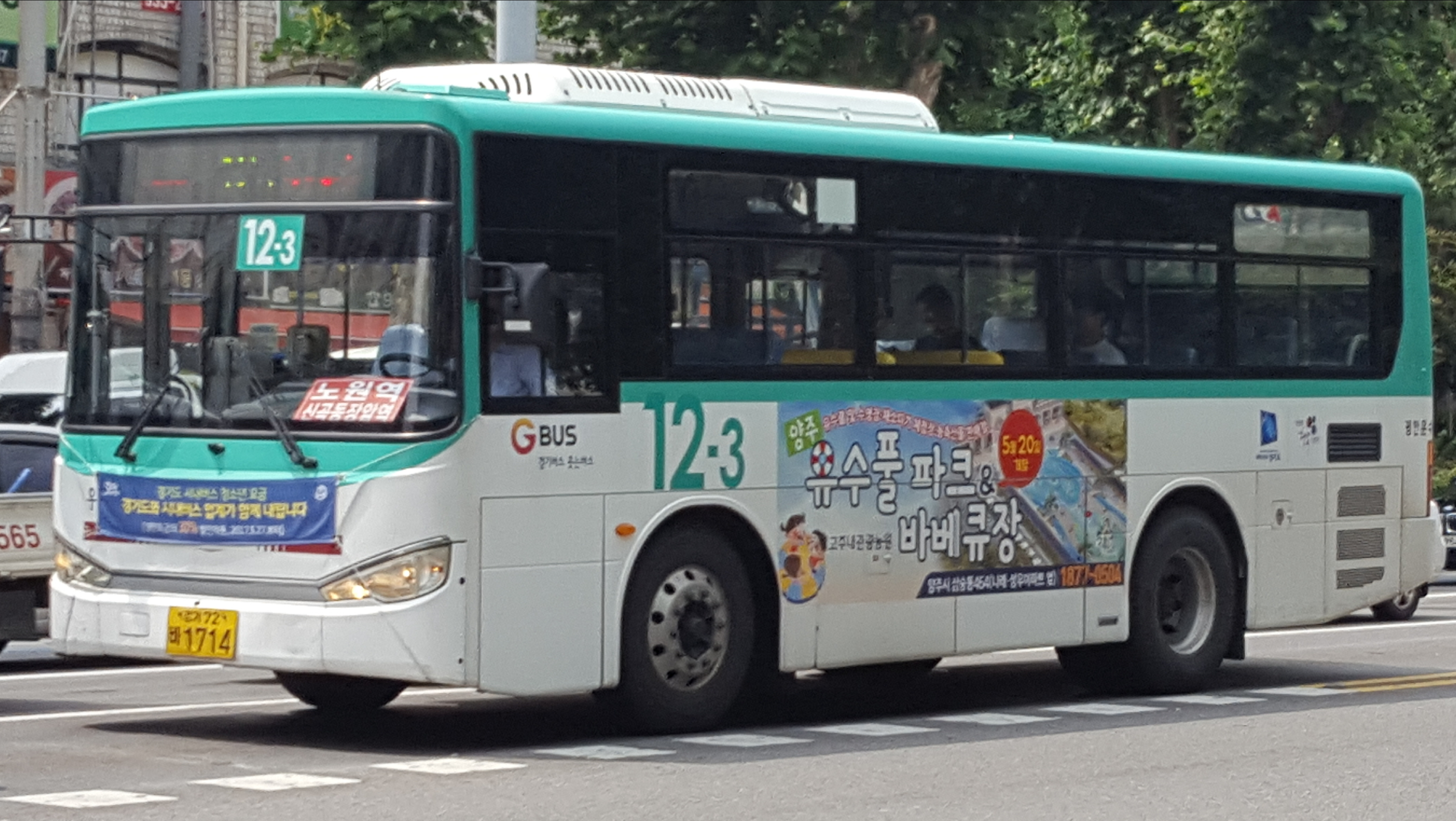
의정부시내버스 구 12-3번 (가능동 기점 시절, 현 12-5번)
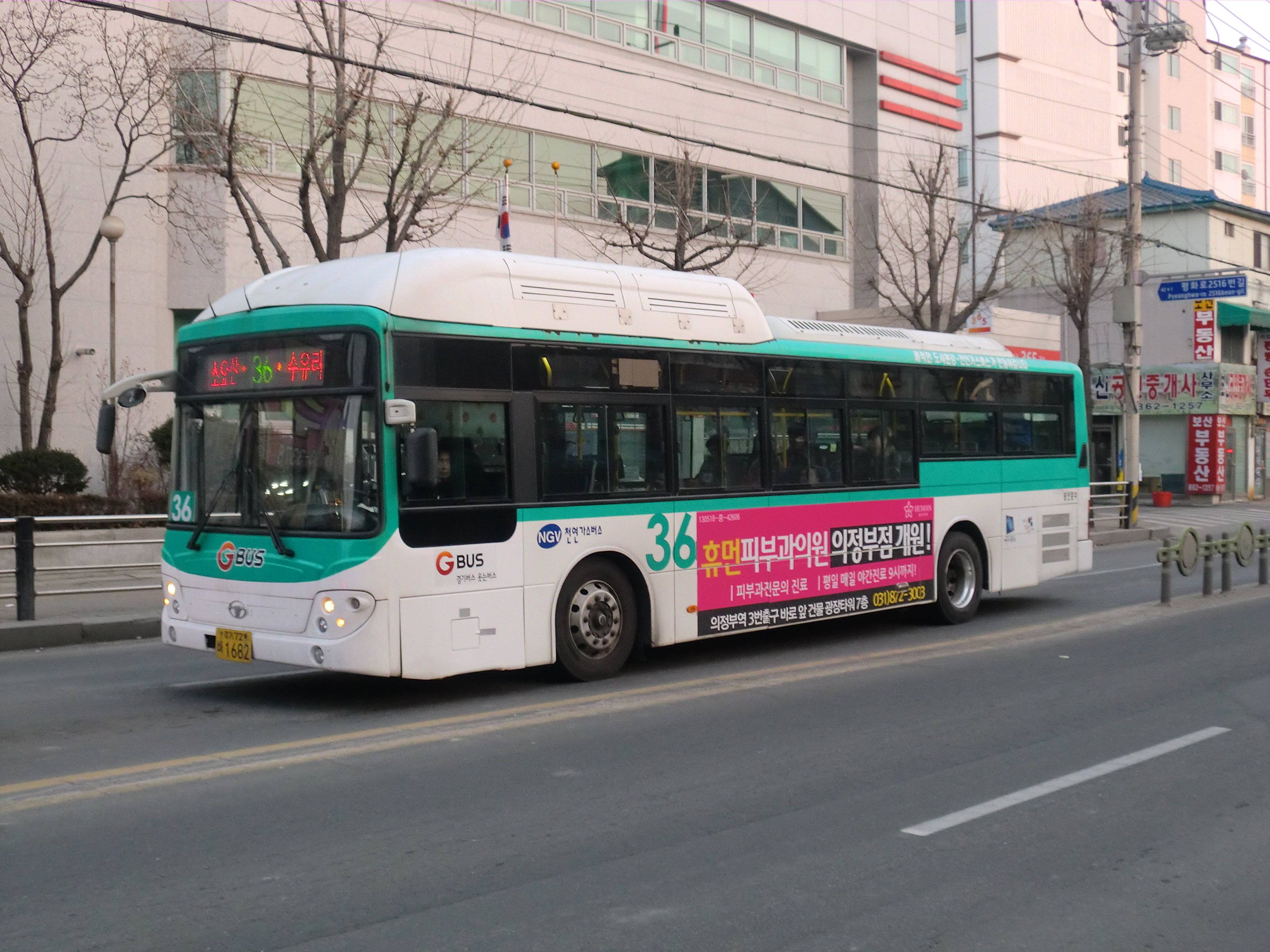
의정부시내버스 36번
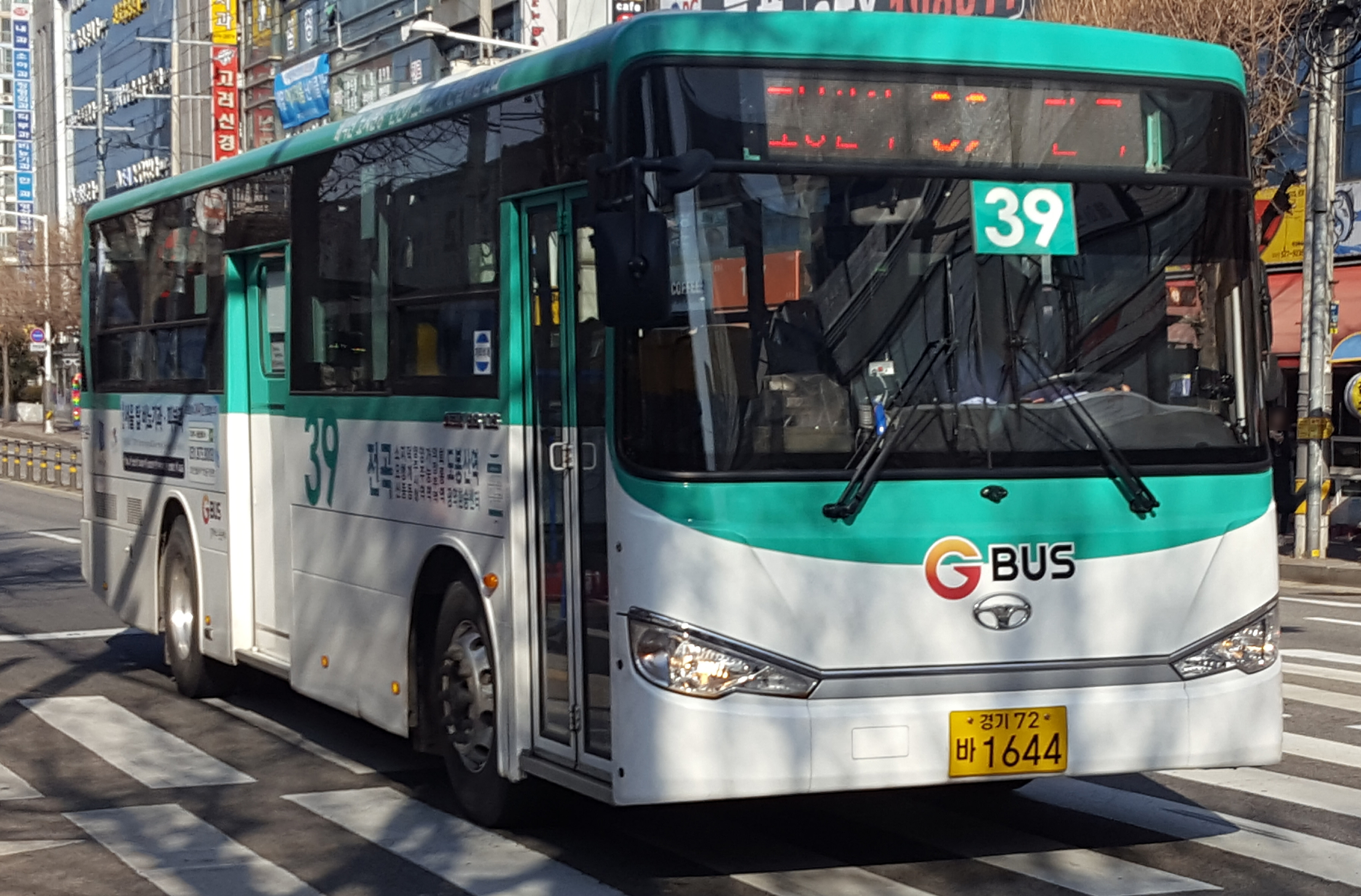
의정부시내버스 39번
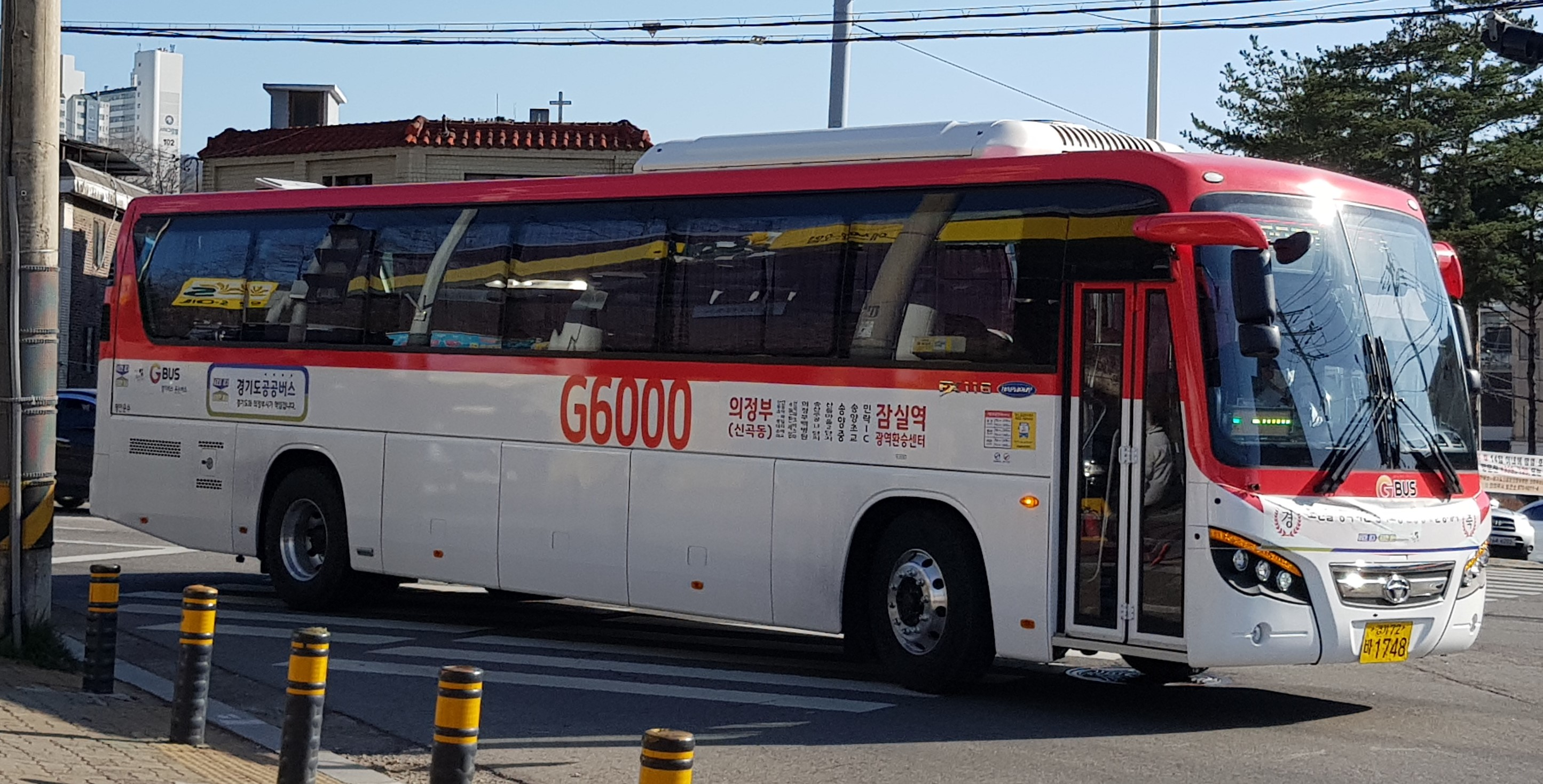
의정부시내버스 G6000번
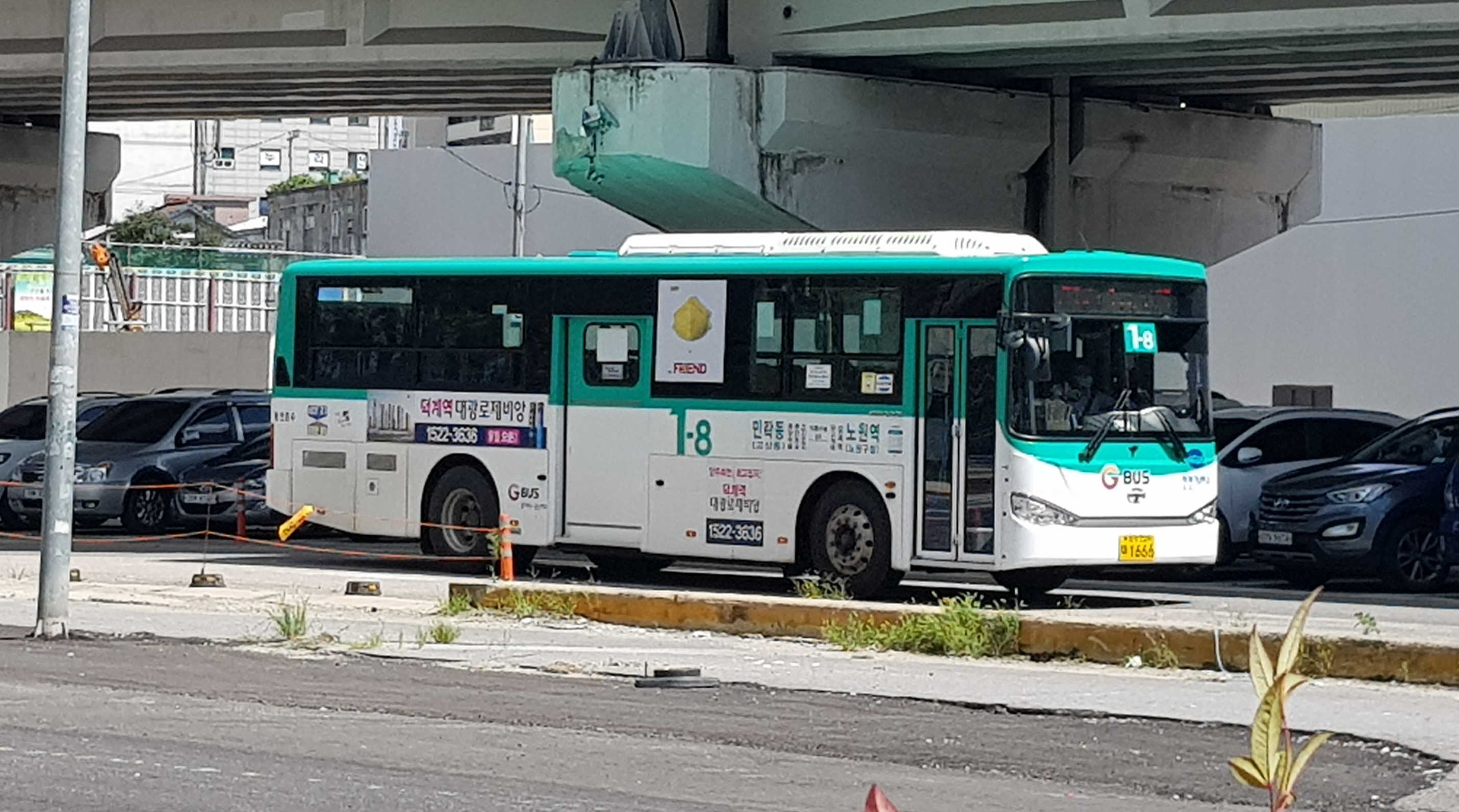
의정부시내버스 1-8번
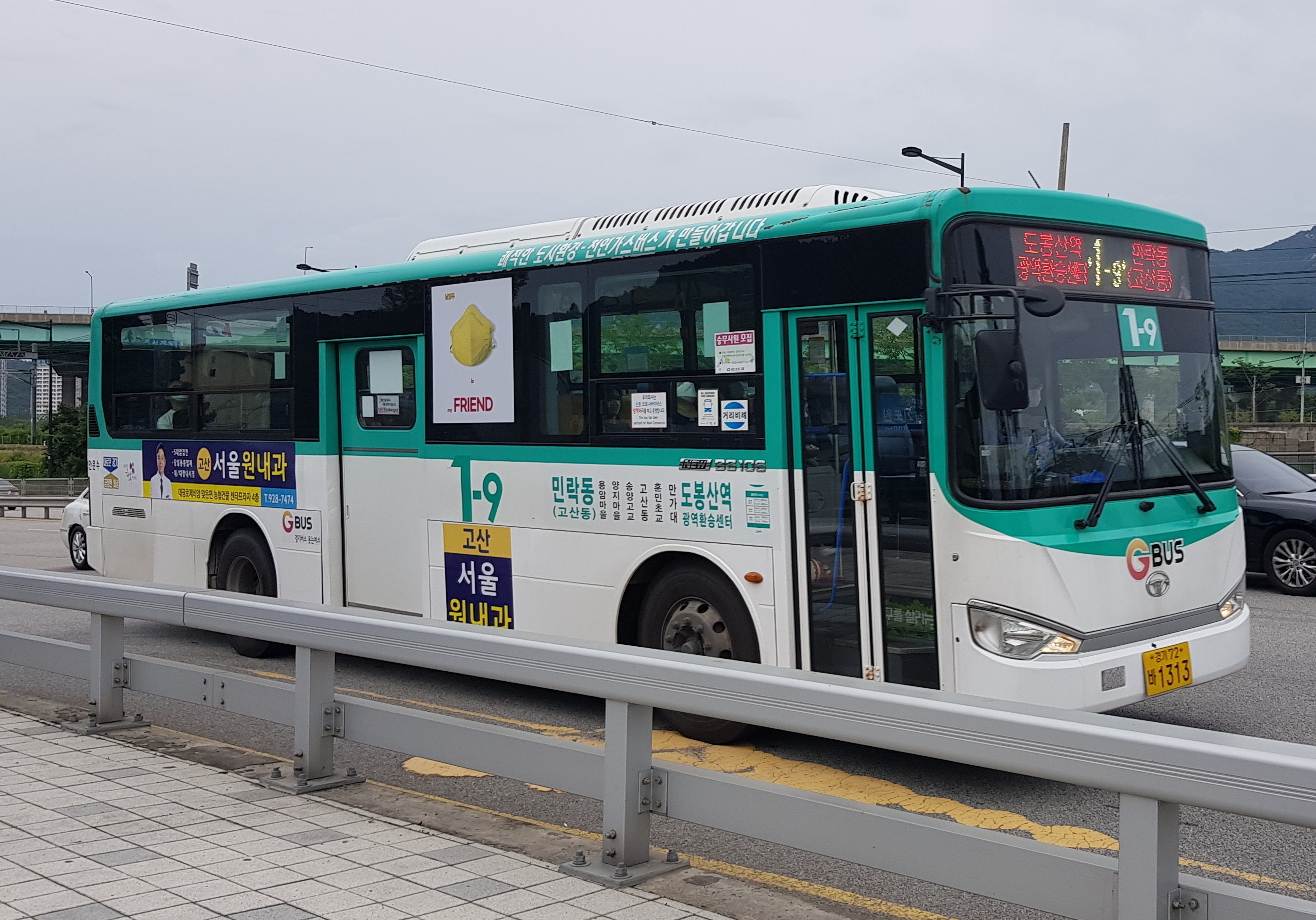
의정부시내버스 1-9번
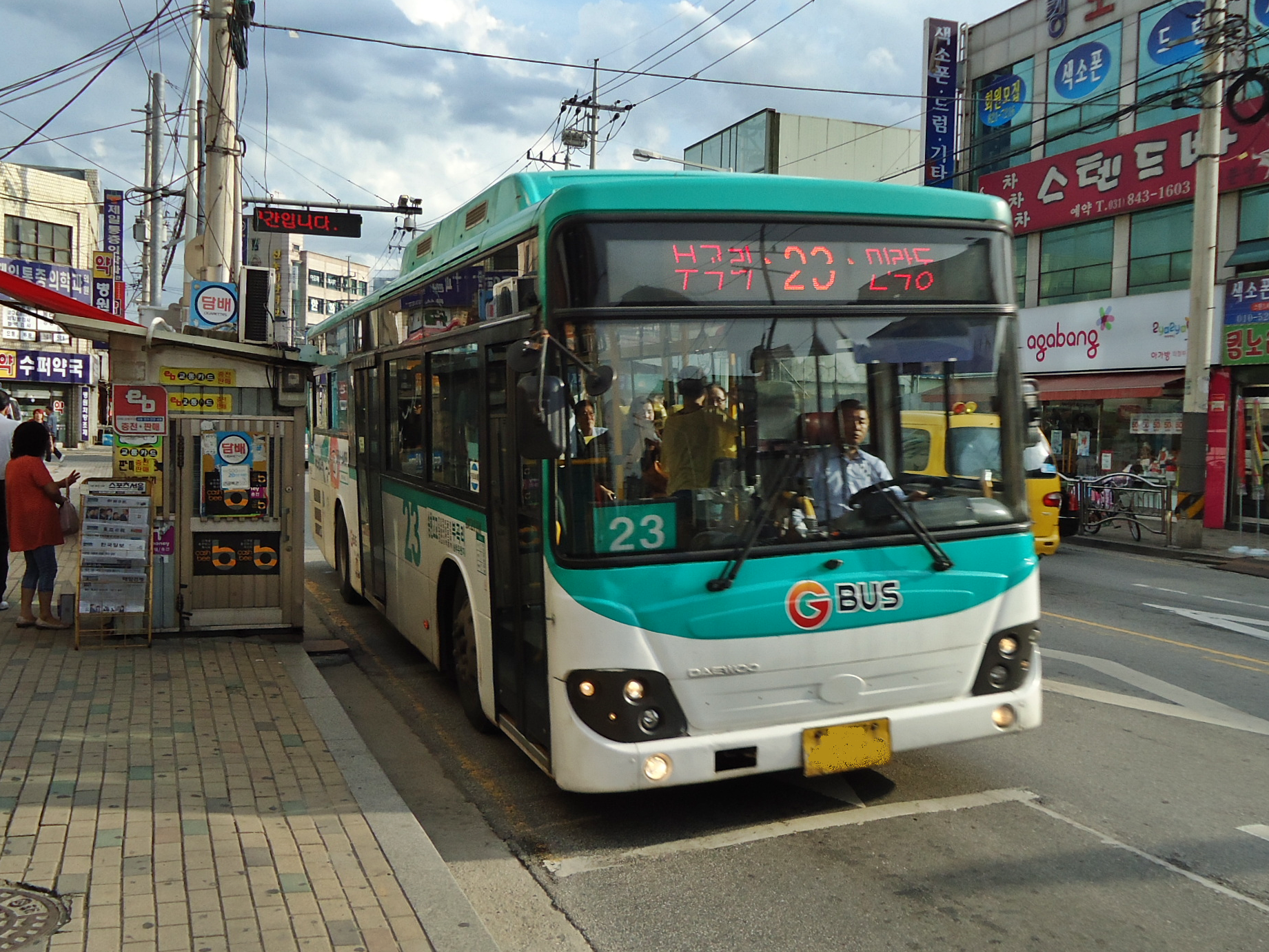
의정부시내버스 23번

## 본점 및 지점 현황
- 본점: 경기도 의정부시 평화로 692 (가능동)
- 양주영업소: 경기도 양주시 삼숭로58번길 263 (삼숭동)
- 홍죽리영업소: 경기도 양주시 백석읍 양주산성로 903
- 동두천영업소: 경기도 동두천시 평화로 2964-24 (상봉암동)